# 河伯乡
河伯乡，是中华人民共和国湖南省邵陽市邵阳县下辖的一个乡镇级行政单位。

## 行政区划
河伯乡下辖以下地区：
源头村、江子口村、苏江村、双俄村、兴坪村、青吉村、石塘村、五皇村、杨青村、陈仕村、龟田村、路口村、雷公村、黄义村、井子村、易仕村、峦山村、上阳村、双合村、杨田村、公屋村、河伯村、城背村、五洞村、永兴村、堆上村和书院村。